# Шехтман, Михаил Юрьевич
Михаил Юрьевич Шехтман (род. 25 февраля 1989, Москва) — российско-израильский дирижёр и пианист. Обладатель немецкой премии OPUS-Klassik и премии Баварского радио, Шехтман является одним из известных музыкантов своего поколения, выступает с симфоническими оркестрами в крупных концертных залах мира. Среди солистов, с которыми выступал дирижёр Шехтман, — Анна Нетребко, Аида Гарифуллина, Ильдар Абдразаков и многие другие.

## Биография
Родился в Москве, в семье учёных-биофизиков, у которых уже была старшая дочь Екатерина (в 2022 году руководитель вокального коллектива Intrada). Отец Юрий Николаевич Антоненко — доктор биологических наук и профессор МГУ. Дед Михаила, Аврам Моисеевич Шехтман, любил классическую музыку и, имея приятный голос тенора, часто пел внуку, что развивало его ранний интерес к музыке. Михаил начал играть на фортепиано в 3 лет, а спустя 4 года принял участие в своём первом концерте. С детских лет его преподавателем была Елена Александрова, ученица профессора Льва Власенко.
С 2004 по 2008 год учился в Музыкальном колледже при Московской Консерватории у пианистки Веры Хорошиной, ученицы Генриха Нейгауза (преподавателя С. Рихтера и Э. Гилельса). Продолжил учёбу Михаил в Московской консерватории им. П. И. Чайковского у профессора Павла Нерсесьяна, был одним из последних учеников пианиста и концертмейстера Важи Чачава. Московскую консерваторию окончил в 2013 году.
18 января 2018 года дирижёр выступил в Большом зале Московской консерватории, дебютировав с Государственным академическим симфоническим оркестром России им. Светланова. Исполнил Первый фортепианный концерт Бетховена в качестве дирижёра и солиста, а также дирижировал оперные арии, увертюры Моцарта, Россини, Доницетти и Мейербера. 22 февраля 2018 в Сеуле на сцене зала Lotte Concert Hall дирижёр дебютировал с оркестром Сеульской филармонии.
Работая в симфоническом, оперном и камерном жанрах, Шехтман сотрудничает с ведущими отечественными и зарубежными коллективами — Академическим Симфоническим Оркестром Санкт-Петербургской Филармонии, Российским Национальным Оркестром, Симфоническим Оркестром Мариинского театра, Государственный Академический симфонический оркестр им. Светланова, Гевандхауз Оркестром, Люцернским Симфоническим Оркестром, Национальным Оркестром Испании, Оркестром Сеульской филармонии, оркестром «Armonia Atenea» и «Concerto Köln». Среди приглашений Шехтмана выступления с Российским Национальным Молодежным Симфоническим Оркестром, а также дебют на фестивале в Вербье.
По состоянию на 2022 год, Шехтман выступает на мировых сценах — Берлинская Филармония, Театр Елисейских Полей, Цюрихский Тонхалле, Люцернский Конгресс-центр, Мельбурнский Ресайтл-Центр, Бенаройя-Холл в Сиэттле, Сеульский Концертный зал Лотте, Гамбургский Лейсхалле, Венский Концертхаус, Большой зал Московской консерватории, Большой Зал Санкт-Петербургской филармонии. Участвует в фестивалях — Люцернском Пасхальном Фестивале, Фестивале Иегуди Менухина в Гштааде, фестивале в Бад-Киссингене, Звездах белых ночей в Санкт-Петербурге, Декабрьских вечерах Святослава Рихтера. В качестве солиста выступал под управлением Герберта Блумстедта, Джеймса Гаффигана, Сантту-Маттиаса Рували. В качестве дирижера-ассистента работал с Даниэлем Хардингом, Даниэлем Гатти, Сэром Антонио Паппано.
Шехтман сотрудничает с популярными солистами, среди них — Анна Нетребко, Августин Хаделих, Бехзод Абдураимов, Илья Грингольц, Аида Гарифуллина, Ильдар Абдразаков, Ольга Перетятько, Нажмиддин Мавлянов, Владислав Сулимский, Антонина Весенина, Юлия Лежнева, Джонатан Тетельман, Мария Гулегина, Тарас Штонда, Анаит Стельмашова, Елена Таросян. Записи концертов музыканта транслирует ведущий музыкальный канал Medici.tv, немецкий телеканал ZDF, телеканал Культура, радиостанции BBC Radio 3, France Musique, Баварское Радио.
В репертуаре Шехтмана произведения от раннего барокко (Скарлатти и Куперен) до произведений XX века (Прокофьев, Стравинский, Шостакович). Особое место в его творчестве занимают сочинения Баха, Моцарта, Бетховена и Шуберта. Нередко в одном отделении концерта Шехтман выступает как пианист, а во втором — за дирижёрским пультом. Среди крупных пианистов современности, оказавших наибольшее влияние на Шехтмана, — Григорий Соколов и Мюррей Перайя.
2 июля 2018 года Шехтман дирижировал оркестром Мариинского театра в рамках фестиваля «Звёзды белых ночей» по приглашению Валерия Гергиева.
Характеризуя творческую манеру дирижёра в Большом зале Московской консерватории, музыкальный портал Belcanto.ru в январе 2016 года отмечал: «С Камерным оркестром России молодой маэстро легко нашёл общий язык, что в музыкальных интерпретациях классического репертуара выразилось в точности акцентов и нюансировке, в мягкости звучания и выверенном балансе оркестровой фактуры».
Михаил не женат.
В апреле 2019 года дирижёр принял родовую фамилию своего деда — Шехтман.